# 蒙混
蒙混（Passing）在社会学中指一个人表现为与自身身份认同不符的其它身份的能力，这些身份包括种族、民族、种姓、社会阶级、性取向、性别、宗教、年龄以及身体残疾情况。通过蒙混，蒙混者可以获得特权、奖励或者社会认同的增加，或者也可以用于消除污点。因此，在表达自身真实身份可能会造成危险的情况下，蒙混也可以起到自保的作用。